# 1799 год в литературе

## Произведения
- «Валленштейн» —окончена драматическая трилогия Фридриха Шиллера.[1]
- «Любовь» — первое опубликованное произведение Анны Буниной.[2]
- «Пробуждение» — роман Кейт Шопен.[3]
- «Эдгар Хантли, или Мемуары сомнамбулы» — лучший из шести романов «отца» американского романа Чарлза Брокдена Брауна (1771—1810).[4]
- «Вздох», «От старосты парнасска цеха», стихотворения Василия Капниста.[5]
- «Стихи на новый, 1800 год» — стихотворение В. А. Жуковского.[6]
- «Русские девушки», «Введение Соломона в судилище» — сочинения Гаврилы Державина.[7].
- «Бова» — поэма А. Н. Радищева.[8]
- «Картина просвещения россиян перед началом XIX века» — сочинение И. Д. Ертова, писателя-самоучки.

## Родились
- 31 января — Родольф Тёпфер (Rodolphe Toepffer), швейцарский писатель и художник (умер в 1846).[9]
- 4 февраля — Альмейда Гаррет, Жоан Баптистада да Силва Лейтан (Almeida Garrett, João Baptista da Silva Leitão de), португальский писатель и государственный деятель (умер в 1854).[10]
- 7 марта — Франтишек Ладислав Челаковский, чешский поэт, фольклорист (умер в 1852).[11]
- 21 марта — Францишек Ковальский (Franciszek Kowalski), польский поэт, писатель, педагог, мемуарист, переводчик (умер в 1862).[12]
- 13 апреля — Людвиг Рельштаб (Rellstab Ludwig), немецкий писатель, автор развлекательных исторических романов, критик, историк литературы и театра (умер в 1860).[13]
- 5 мая — Иоганн Кристиан Шухардт, немецкий писатель (умер в 1870).
- 20 мая — Оноре де Бальзак, французский писатель (умер в 1850).[14]
- 23 мая — Томас Гуд, английский поэт (умер в 1845).[15]
- 26 мая — Август Копиш (August Kopisch), немецкий поэт и живописец, автор баллад (умер в 1853).[16]
- 6 июня — Александр Сергеевич Пушкин, русский поэт, прозаик, драматург (умер в 1837).[17]
- 1 августа — Софья Фёдоровна Растопчина, в браке графиня де Сегю́р (фр. Sophie Rostopchine, comtesse de Ségur), французская детская писательница русского происхождения (умерла в1874).[18]
- 26 октября (приблизительно) — Симонас Станявичюс (Szymon Tadeusz Staniewicz), литовский поэт, фольклорист и историк (умер в 1848).
- Александр Ардалионович Шишков, русский поэт, переводчик (умер в 1832).[19]

## Умерли
- 24 февраля — Георг Кристоф Лихтенберг (Georg Christoph Lichtenberg), немецкий писатель-сатирик, литературный, художественный и театральный критик, физик-экспериментатор, математик (родился в 1742).[20]
- 24 марта — Пётр Михайлович Захарьин, русский писатель (родился в 1744).[21]
- 18 мая — Пьер Огюстен Карон де Бомарше (Pierre-Augustin Caron de Beaumarchais), французский драматург (родился в 1732).[22]
- 15 августа — Джузеппе Парини, итальянский поэт, просветитель (родился в 1729). Печатался под псевдонимом Рипано Эупилино.[23]
- 31 декабря — Жан Франсуа Мармонтель (Jean-François Marmontel), французский писатель, драматург, философ (родился в 1723).[24]